# Artjom Sergejewitsch Gordejew
Artjom Sergejewitsch Gordejew (russisch Артём Сергеевич Гордеев; * 15. September 1988 in Ufa, Russische SFSR) ist ein russischer Eishockeyspieler, der seit November 2012 wieder bei Toros Neftekamsk in der Wysschaja Hockey-Liga unter Vertrag steht.

## Karriere
Artjom Gordejew begann seine Karriere als Eishockeyspieler in seiner Heimatstadt in der Nachwuchsabteilung von Salawat Julajew Ufa, für dessen zweite Mannschaft er in der Saison 2004/05 in der drittklassigen Perwaja Liga aktiv war. Anschließend spielte der Center je eine Spielzeit lang für die zweite Mannschaft des HK ZSKA Moskau und nach seiner Rückkehr nach Ufa für die zweite Mannschaft von Salawat Julajew in der dritten Liga. Zur Saison 2007/08 gab er sein Debüt für die Profimannschaft Ufas in der Superliga und wurde mit seinem Heimatverein auf Anhieb Russischer Meister. Der russische Junioren-Nationalspieler, der in seinem Rookiejahr einen Stammplatz hatte, trug mit vier Toren und fünf Vorlagen in 51 Spielen zu diesem Erfolg bei. 
Während der Saison 2008/09 spielte Gordejew für Salawat Julajew Ufa sowohl in der neu gegründeten Kontinentalen Hockey-Liga, als auch auf europäischer Ebene in der Champions Hockey League. In der folgenden Spielzeit wurde der Linksschütze nur noch sporadisch für Ufa in der KHL eingesetzt und verbrachte den Großteil der Spielzeit bei dessen Juniorenmannschaft in der multinationalen Nachwuchsliga Molodjoschnaja Chokkeinaja Liga. Ab der Saison 2010/11 spielt der Russe für Toros Neftekamsk in der reformierten zweiten russischen Liga, der Wysschaja Hockey-Liga, ehe er 2012 zum HK Spartak Moskau wechselte. Für Spartak absolvierte er sechs KHL-Partien, ehe er Ende Oktober des gleichen Jahres erneut von Toros Neftekamsk verpflichtet wurde.

### International
Für Russland nahm Gordejew an der U20-Junioren-Weltmeisterschaft 2008 teil, bei der er mit seiner Mannschaft die Bronzemedaille gewann. Zu diesem Erfolg trug er mit je zwei Toren und Vorlagen in sieben Spielen bei.

## Erfolge und Auszeichnungen
- 2008 Russischer Meister mit Salawat Julajew Ufa
- 2008 Bronzemedaille bei der U20-Junioren-Weltmeisterschaft

## Statistik
(Stand: Ende der Saison 2016/17)